# Kudu (Rugby)
Der Kudu Rugby Club (meist kurz nur Kudu oder Kudus) ist eine in Walvis Bay beheimatete namibischer Rugby-Union-Mannschaft. Er spielt in der Rugby Premier League. Der Name leitet sich von der gleichnamigen Kudu-Antilope ab.
2008 hatte der Verein 45 aktive Spieler und 150 andere Mitglieder.

## Erfolge
- 2007: 1. Platz in der Rugby First League (Aufstieg in die Rugby Premier League)